# کشورهای عضو اتحادیه کشورهای آمریکای جنوبی
در حال حاضر ۱۲ کشور، اعضای اتحادیه کشورهای آمریکای جنوبی را تشکیل می‌دهند.

## کشورهای عضو
| پرچم | کشور     | پایتخت      | وسعت (km²) | جمعیت       | تراکم (/km²) | ارز رایج         | تولید ناخالص داخلی | شاخص جینی | شاخص توسعه انسانی | زبان رسمی                   |
| ---- | -------- | ----------- | ---------- | ----------- | ------------ | ---------------- | ------------------ | --------- | ----------------- | --------------------------- |
|      | آرژانتین | بوئنوس آیرس | ۲٬۷۸۰٬۴۰۳  | ۴۰٬۴۸۲٬۰۰۰  | ۱۴٫۴۹/km²    | پزوی آرژانتین    | ۱۵٬۰۳۰             | ۴۸٫۸      | ۰٫۷۹۷             | اسپانیایی                   |
|      | بولیوی   | سوکره لاپاز | ۱٬۰۹۸٬۵۸۱  | ۹٬۱۱۹٬۱۵۲   | ۸٫۹/km²      | بولیویانو بولیوی | ۴٬۵۷۵              | ۵۷٫۲      | ۰٫۶۶۳             | اسپانیایی کچوا آیمارا       |
|      | برزیل    | برازیلیا    | ۸٬۵۱۴٬۸۷۷  | ۱۹۶٬۳۴۲٬۵۹۲ | ۲۲/km²       | رئال             | ۱۱٬۰۶۵             | ۵۵٫۰      | ۰٫۷۱۸             | پرتغالی                     |
|      | شیلی     | سانتیاگو    | ۷۵۶٬۹۵۰    | ۱۶٬۷۶۳٬۴۷۰  | ۲۲/km²       | پزو شیلی         | ۱۴٬۹۳۹             | ۵۲٫۰      | ۰٫۸۰۵             | اسپانیایی                   |
|      | کلمبیا   | بوگوتا      | ۱٬۱۴۱٬۷۴۸  | ۴۴٬۷۶۰٬۶۳۰  | ۴۰/km²       | پزوی کلمبیا      | ۹٬۰۹۱              | ۵۸٫۵      | ۰٫۷۱۰             | اسپانیایی                   |
|      | اکوادور  | کیتو        | ۲۵۶٬۳۷۰    | ۱۳٬۹۲۲٬۰۰۰  | ۵۳٫۸/km²     | دلار آمریکا      | ۸٬۰۲۱              | ۵۴٫۴      | ۰٫۷۲۰             | اسپانیایی                   |
|      | گویان    | جرج‌تاون     | ۲۱۴٬۹۹۹    | ۸۵۸٬۸۶۳     | ۳٫۵۰۲/km²    | دلار گویان       | ۷٬۰۰۴              | ۴۳٫۲      | ۰٫۶۳۳             | انگلیسی                     |
|      | پاراگوئه | آسونسیون    | ۴۰۶٬۷۵۲    | ۶٬۱۵۸٬۰۰۰   | ۱۵٫۶/km²     | گوارانی پاراگوئه | ۴٬۷۱۰              | ۵۳٫۲      | ۰٫۶۶۵             | اسپانیایی گوارانی           |
|      | پرو      | لیما        | ۱٬۲۸۵٬۲۲۰  | ۲۹٬۱۸۰٬۹۰۰  | ۲۳/km²       | سل جدید پرو      | ۹٬۱۰۷              | ۵۰٫۵      | ۰٫۷۲۵             | اسپانیایی کچوا آیمارا       |
|      | سورینام  | پاراماریبو  | ۱۶۳٬۸۲۱    | ۴۷۰٬۷۸۴     | ۲٫۹/km²      | دلار سورینام     | ۸٬۹۴۷              | ۴۱٫۵      | ۰٫۶۸۰             | هلندی همچنین ببینید سورینام |
|      | اروگوئه  | مونته‌ویدئو  | ۱۷۶٬۲۱۵    | ۳٬۴۷۷٬۷۷۹   | ۱۹٫۸/km²     | پزوی اروگوئه     | ۱۳٬۹۶۱             | ۴۷٫۱      | ۰٫۷۸۳             | اسپانیایی                   |
|      | ونزوئلا  | کاراکاس     | ۹۱۶٬۴۴۵    | ۲۸٬۱۹۹٬۸۲۲  | ۳۰٫۲/km²     | بولیوار ونزوئلا  | ۱۱٬۷۲۶             | ۴۹٫۵      | ۰٫۷۳۵             | اسپانیایی                   |

## کشورهای غیر عضو

### ناظرین
| پرچم | کشور   | پایتخت      | وسعت (km²) | جمعیت       | تراکم (/km²) | ارز رایج                  | تولید ناخالص داخلی | شاخص جینی | شاخص توسعه انسانی | زبان رسمی |
| ---- | ------ | ----------- | ---------- | ----------- | ------------ | ------------------------- | ------------------ | --------- | ----------------- | --------- |
|      | مکزیک  | مکزیکو سیتی | ۱٬۹۷۲٬۵۵۰  | ۱۱۲٬۳۲۲٬۷۵۷ | ۵۷/km²       | پزو مکزیک                 | ۱۴٬۱۵۱             | ۵۱٫۶      | ۰٫۷۷۰             | اسپانیایی |
|      | پاناما | پاناماسیتی  | ۷۵٬۵۱۷     | ۳٬۴۰۵٬۸۱۳   | ۴۴٫۵/km²     | بالبوآ پاناما دلار آمریکا | ۱۲٬۲۴۲             | ۵۴٫۹      | ۰٫۷۶۸             | اسپانیایی |